# Schloss Weistropp

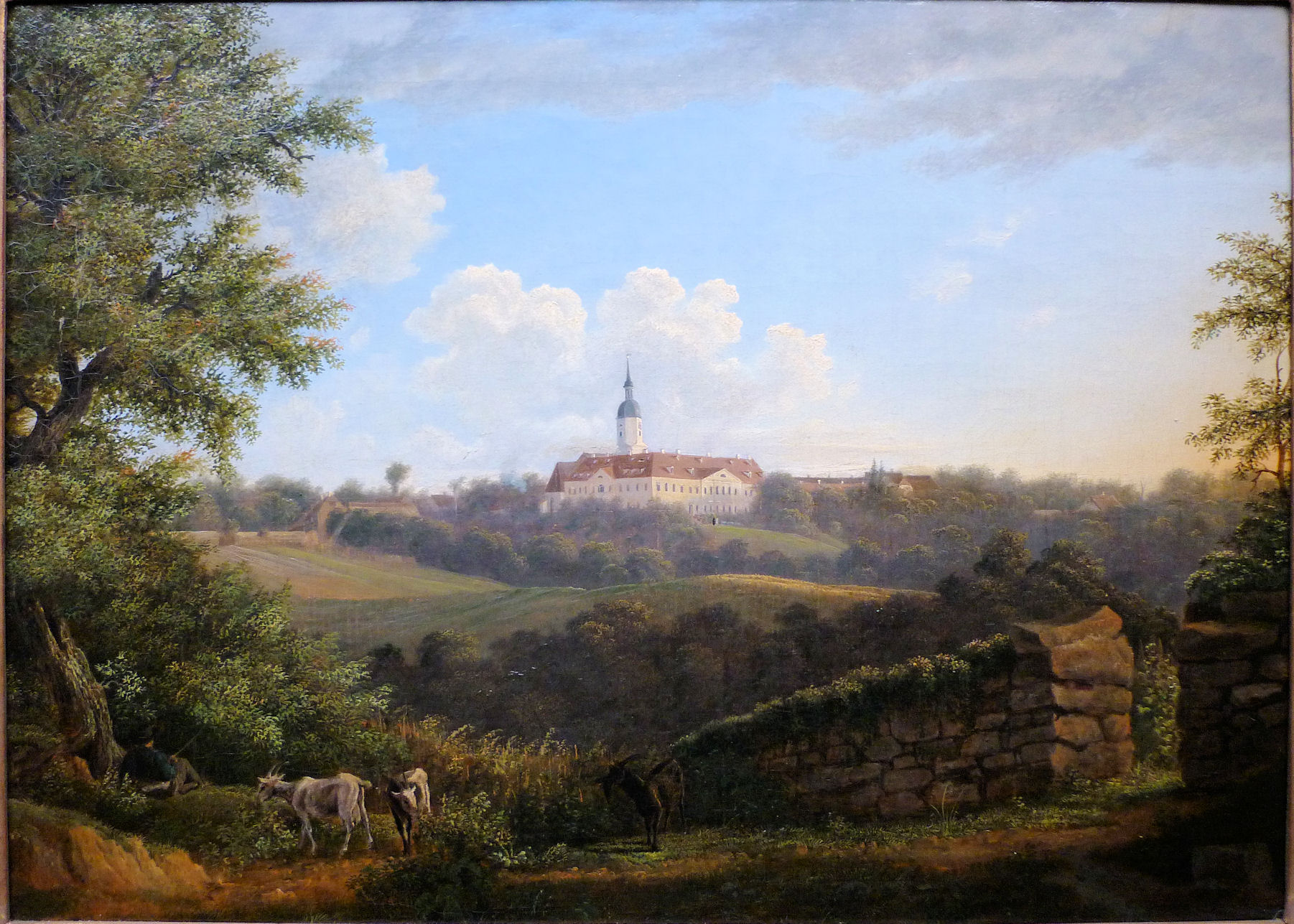
Robert Krause: Schloss Weistropp, 1832
Ansicht von Nordosten auf das Schloss und den dahinter befindlichen Kirchturm

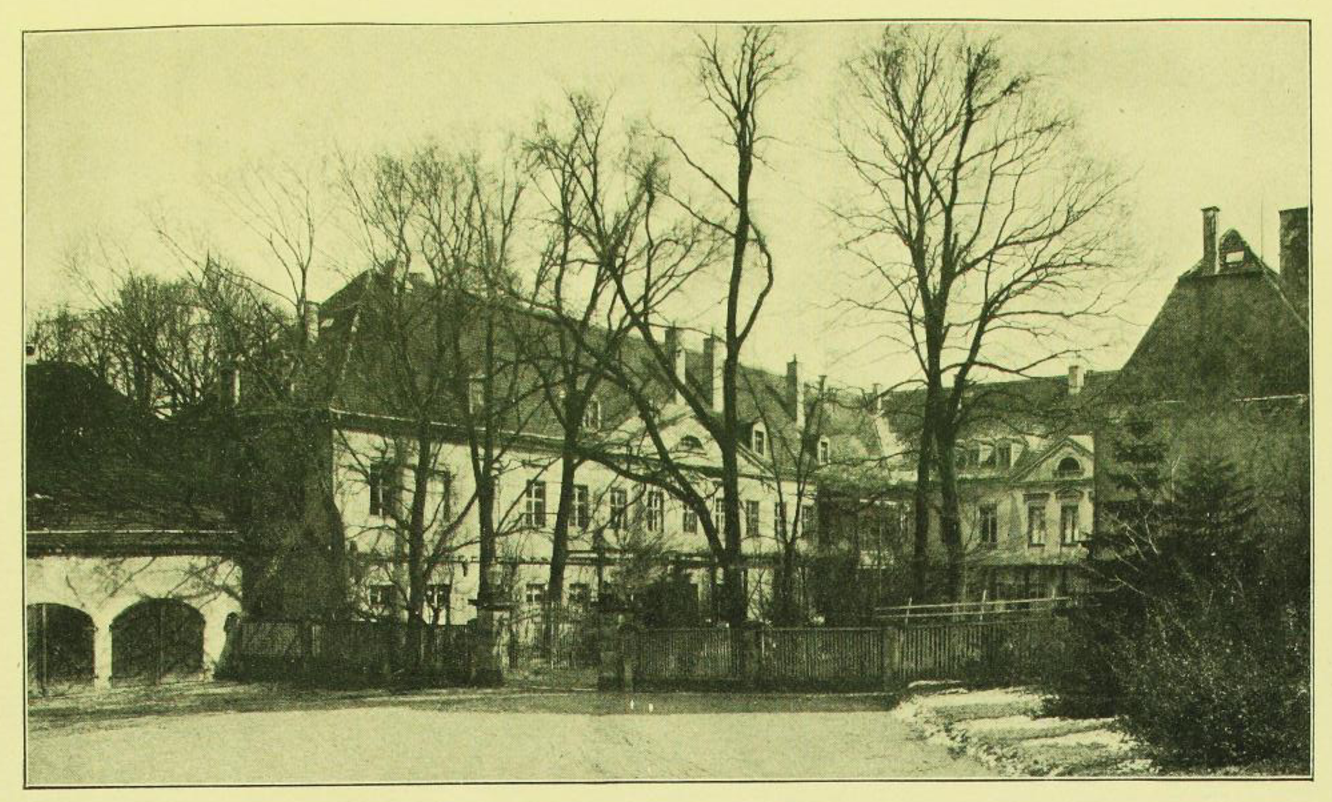
Hofansicht des Schlosses, vor 1923

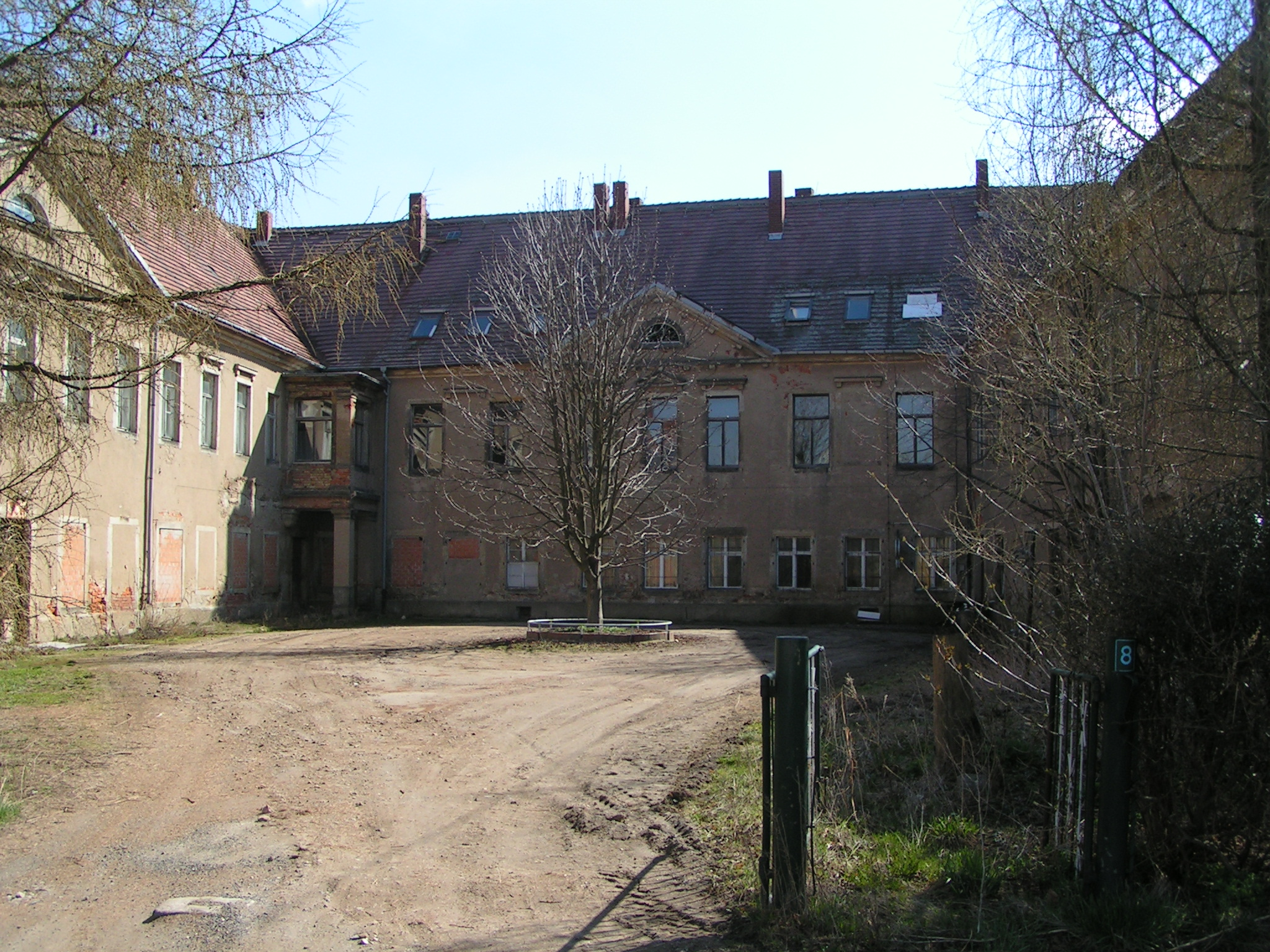
Zustand des sanierungsbedürftigen Schlosses im April 2006

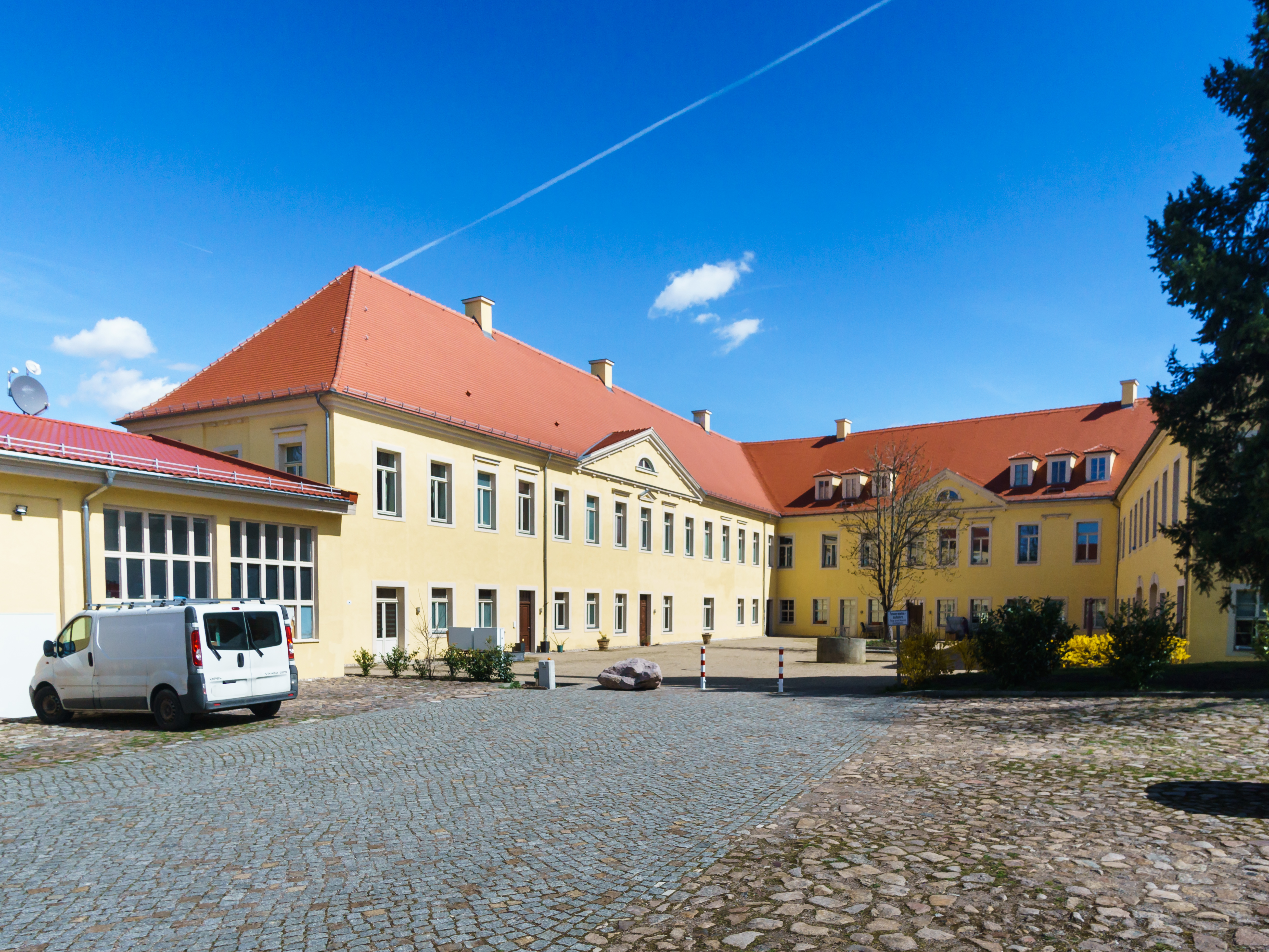
Schloss Weistropp. Nordflügel (1662) Hofseite. Zustand 2022

Das Schloss Weistropp ist eine asymmetrische, dreiflüglige Schlossanlage in Weistropp, einem Ortsteil der Gemeinde Klipphausen im Landkreis Meißen in Sachsen. Das denkmalgeschützte Bauwerk aus dem 17. Jahrhundert weist auf Grund seiner mehrfachen Veränderungen verschiedene Baustile auf, vorherrschend sind dabei klassizistische Elemente.

## Lage
Weistropp befindet sich abseits der Hauptverkehrswege zwischen Dresden und Meißen in ländlicher Lage. Nördlich des Ortskerns steht das Schloss in Randlage. Im Osten trennt es ein Wäldchen von der weiteren Bebauung und in geringem Abstand zum Südflügel befindet sich die Weistropper Kirche. Ein Rittergutsgebäude im Westen bildet einen baulichen Abschluss des ansonsten nach Westen offenen Hofs.

## Geschichte
Von Weistropp wurden 1413 ein Sattelhof und Vorwerk und 1551 ein daraus entstandenes Rittergut urkundlich erwähnt. Unter Rittergutsbesitzer Heinrich von Eckersberg kam es 1601 zum Neubau eines Schlosses. Albrecht von Güntherode, der das Rittergut 1647 pachtete und 1649 kaufte, ließ in den Jahren 1661/1662 den Süd- und den Nordflügel ergänzen.
Der königlich polnische und kurfürstlich sächsische Oberküchenmeister Adolph Freiherr von Seifertitz erwarb das Rittergut 1717 von August Ferdinand von Güntherode und veranlasste 1723 einen größeren Umbau des Schlosses, bei dem auch ein Gang zur Patronatsloge in der Kirche entstand. Der russische General Gottlob Curt Heinrich von Tottleben heiratete im September 1745 die Gutsherrin Elisabeth Christiane Freiin von Seifertitz, wodurch das Anwesen in seinen Besitz kam. Die Witwe seines Sohns Adolf Graf von Tottleben († 1818) veräußerte 1822 den Besitz für 80.000 Reichstaler an den österreichischen Generalkonsul und Kaufmann Jacob von Krause, der dort einen würdigen Raum für seine Kunstsammlung sah. Krauses Bruder Johann zog 1824 mit seiner Familie ebenfalls dorthin, dessen Sohn Robert Krause „vollendet[e] am 27. July 1832“ sein Gemälde Schloss Weistropp.
Nach dem Tod seines Bruders Johann im Jahr 1829 hegte Jacob von Krause bereits den Gedanken an einen Verkauf des Schlosses, sah darin allerdings keine Dringlichkeit, insbesondere da mit einem finanziellen Verlust zu rechnen wäre. Als Karl II. aus dem Haus Bourbon-Parma, der nach dem Verlust des norditalienischen Herzogtums Parma nunmehr Herzog von Lucca war, sich im Jahr 1838 nach einem möglichen Asyl außerhalb Italiens umsah und dabei auf das zum Preis von 130.000 Talern zum Verkauf stehende Gut Weistropp aufmerksam wurde, einigte er sich bald mit Jacob von Krause. Das Morgenblatt für gebildete Leser berichtete im Juni 1838 angesichts der Kunstsammlung Jacobs von Krause vom Verkauf:

„Zu den glänzendsten Punkten der Elbe in hiesiger [= Dresdner] Nähe […] gehört das […] auf hohem Berge gelegene Gut Weißtropp. Es geschehe seiner hauptsächlich darum Erwähnung, weil ihm ein bedeutender Verlust nahe bevorsteht. Bekanntlich enthält sein Schloß eine Sammlung ausgezeichneter Gemälde alter und neuer Kunst, besonders auch einen Schatz köstlicher Statuen, vorzüglich von Thorwaldsen. Wer so unglücklich gewesen seyn sollte, dem Amor noch nie im Leben zu begegnen, der findet ihn hier in Marmor, mit der ganzen Weichheit, Süßigkeit, Grazie, Schalkheit und List, mit dem vollen unendlichen Zauber seines eigenthümlichsten Wesens ausgestattet. […] Herr v. Krause, der Besitzer, hat das Gut verkauft […].“

Es dauerte noch einige Jahre, bis Karl sich für längere Zeit im Schloss aufhielt. Nach seiner Abdankung zugunsten seines Sohns im Zuge der italienischen Revolutionen 1848/1849 lebte er als Privatmann abwechselnd in Nizza und Weistropp. Bis dahin hatte Krauses Neffe Eduard Kirchenpauer von Kirchdorf das Rittergut gepachtet, nachdem er bereits seit 1831 dessen Gutsverwalter war.
Ein weiterer größerer Umbau erfolgte 1873/1874 unter dem neuen Besitzer Adolph Keil (1822–1890), Domherr des Stifts Wurzen und Geheimer Legationsrat. Dessen Familie besaß das Gut noch bis zur Enteignung im Jahr 1945.
Zu Zeiten der DDR und zum Teil darüber hinaus diente das Schloss als Gemeindeamt, Schule, Jugendclub und Wohnhaus. Nachdem das Schloss jahrelang leer stand und dem Verfall preisgegeben war, wurde es im Jahr 2006 an ein Dresdner Ehepaar verkauft. Seit 2007 lief die Sanierung, die nach der Übernahme durch die Ventar Immobilien AG 2014 intensiviert und im April 2016 abgeschlossen wurde. Dabei entstanden 19 Wohnungen (zumeist 3- und 4-Raum-Wohnungen), weitere Wohnungen entstanden im westlich angrenzenden Rittergutsgebäude.